# Best of My Love
〈Best of My Love〉는 돈 헨리, 글렌 프라이, 그리고 J. D. 사우더가 쓴 곡이다. 이 노래는 원래 이글스에 의해 녹음되었고, 그들의 1974년 음반 《On the Border》에 포함되었다. 이 곡은 이 음반의 세 번째 싱글로 발표되었고 1975년 3월에 이 밴드의 첫 번째 빌보드 핫 100 차트 1위가 되었다. 이 노래는 또한 한 달 전 어덜트 컨템포러리 차트에서 1위를 차지했다. 《빌보드》는 1975년 이 곡을 12번째 곡으로 꼽았다.